# Distretto di Darjeeling
Il distretto di Darjeeling è un distretto del Bengala Occidentale, in India, di 1 605 900 abitanti. Il suo capoluogo è Darjeeling.
Il Darjeeling, situato nella parte più settentrionale del Bengala Occidentale, confina con gli stati del Nepal ad ovest e a nord, Bhutan ad est e Bangladesh a sud-est, con lo stato indiano del Bihar e con il distretto del Dinajpur Settentrionale a sud, e con il distretto di Jalpaiguri a sud-ovest.
A Darjeeling è stata anche mandata Madre Teresa di Calcutta (all'età di diciotto anni)

## Geografia antropica
Il distretto è diviso in quattro suddivisioni: Darjeeling Sadar, Kalimpong, Kurseong e Siliguri.

### Suddivisione di Darjeeling Sadar
È costituita da una municipalità, Darjeeling, e da 3 Community development block:
- Darjeeling Pulbazar, costituito da aree rurali con 23 gram panchayat e una città censuaria Pattabong Tea Garden
- Rangli Rangliot, costituito da aree rurali con 11 gram panchayat
- Jorebunglow Sukhiapokhri, costituito da aree rurali con 16 gram panchayat

### Suddivisione di Kalimpong
È costituita da una municipalità, Kalimpong, e da 3 Community development block:
- Kalimpong I, costituito da aree rurali con 18 gram panchayat
- Kalimpong II, costituito da aree rurali con 13 gram panchayat
- Gorubathan, costituito da aree rurali con 11 gram panchayat

### Suddivisione di Kurseong
È costituita da due municipalità, Kurseong e Mirik, e da 2 Community development block:
- Kurseong, costituito da aree rurali con 14 gram panchayat e una città censuaria Cart Road
- Mirik, costituito da aree rurali con 6 gram panchayat

### Suddivisione di Siliguri
È costituita da una corporazione municipale, Siliguri, e da 4 Community development block:
- Matigari, costituito da aree rurali con 5 gram panchayat e una città censuaria Bairatisal
- Naxalbari, costituito da aree rurali con 6 gram panchayat e una città censuaria Uttar Bagdogra
- Phansidewa, costituito da aree rurali con 7 gram panchayat
- Kharibari, costituito da aree rurali con 4 gram panchayat